# Rāmnagar, Bāra Banki
Rāmnagar är en ort i Indien.   Den ligger i distriktet Bāra Banki och delstaten Uttar Pradesh, i den norra delen av landet, 400 km öster om huvudstaden New Delhi. Rāmnagar ligger 119 meter över havet och antalet invånare är 13 490.
Terrängen runt Rāmnagar är mycket platt. Runt Rāmnagar är det tätbefolkat, med 613 invånare per kvadratkilometer. Närmaste större samhälle är Jarwal, 16,0 km nordost om Rāmnagar. Trakten runt Rāmnagar består till största delen av jordbruksmark.